# Дом здравља Бања Лука
Дом здравља Бања Лука или у пуном називу Јавна здравствена установа „Дом здравља" у Бањој Луци је јавна здравствена установа примарне здравствене заштите у Републици Српској, Босна и Херцеговина, по организационој и кадровској структури, мрежи објеката и опремљености.
Са својим капацитетима она је данас — највећи дом здравља у Републици Српској, референтна здравствена установа за делатност коју обавља, наставно-научна база Медицинског факултета Универзитета у Бања Луци и наставна база Медицинске школе у Бања Луци.

## Историја
Први школовани љекар, Томо Наталић Будисављевић из Дубровника, боравио је у Бањој Луци 1589. ради лијечења паше, а 1875/76. ту су били турски војни љекари Раде Петровић, Милан Јовановић Батут и Петар Рицо. Концентрација школованих љекара на овом подручју вјероватно је била у вези са устанком у Босанској Крајини и отварањем прве турске војне болнице у Бањој Луци, 1875. године. Од 1878. аустријска окупациона власт почела је законима да уређује здравствену заштиту, што се десило први пут у историји БиХ. Првих година окупације у Бањој Луци била су само два љекара, а један од њих је био Ладислав Јанушевски. Од здравствених установа формиране су, током времена, болнице и апотеке. Крајем ХIХ и почетком ХХ вијека радило је осам љекара. Тада је почела и имунизација дјеце против великих богиња, а касније и других за разних болести. Отвориле су се и прве приватне амбуланте, а власници су били Гизела Кун Јанушевски, прва жена љекар у овом дијелу Босне, и Ђорђе Букинац. Домови народног здравља, ванболничке здравствене установе са социјалномедицинским и превентивним обиљежјима, оснивани су на тлу Југославије послије Првог свјетског рата. Дом народног здравља у Бањој Луци прва је ванболничка амбупантио-превентивна здравствена установа у овом дијелу БиХ. Основан је у другој половини 1923, са сједиштем у монтажном објекту, у непосредној близини тадашње бањалучке болнице, са двије или три амбуланте опште медицине. Његов оснивач и први директор био је Гавро Вујичић. Самостална бактериолошка станица, технички опремљена за идентификацију узрочника заразних болести тог времена, основана је 1925. године. Већ те године, у приватним амбулантама љекара Тодора Јеремића и Ђорђа Букинца била су два рендгенска апарата. Антитуберкулозни диспанзер отворен је 1928, а његов шеф био је Велимир Човић. Наредне године прорадио је и школски диспанзер, који је водила Даринка Милосављевић, касније удата Човић. Хигијенски завод, настао спајањем Дома народног здравља и Самосталне бактериолошке станице, основан је 1929, чиме је формално престао да постоји Дом народног здравља. Тако је било до завршетка Другог свјетског рата.
Послије рата мијењала се и организација здравственог система. Хигијенски завод постао је Регионални завод, искључиво превентивна здравствена установа, без амбулантно-диспанзерских јединица. Све опште амбуланте и диспанзери (антитуберкулозни, школски, дјечји, кожно-венерични... ) постали су саставни дијелови Дома народног здравља, који је поново био самостална установа. Педесетих година ХХ вијека изграђена су два нова објекта за Дом народног здравља, а 1963. припојене су му, са објектима, опремом и кадром, здравствене станице у Ивањској, Бронзаном Мајдану и Крупи на Врбасу. Шездесетих година извршена је интеграција здравствених организација, тако да је 1. јануара 1967. формиран Медицински центар, у који су ушле Општа, Дјечја и Кожна болница, Хигијенски завод, Апотека и Дом здравља. Сљедећа реорганизација у здравству била је 1972/73, и то политички диктирана, без озбиљније стручно-технолошке анализе стања и разлога за промјене и циљеве. Формирале су се, у оквиру радних организација, тзв. основне организације удруженог рада са својством правних лица, а у једну од таквих био је уклопљен већи дио некадашњег Дома здравља. Болничким дијеловима нове интегрисане установе припојени су диспанзери и лабораторијска дјелатност, а новооснованом Дому здравља додати су неки дијелови бившег Хигијенског завода.
У Дому здравља Бања Лука, послије шездесетих година ХХ вијека, постепено су се угасили неки методи рада: диспанзерски, епидемиолошки, социјално-медицински, патронажни. Диспанзери су се претворили, суштински, у специјалистичке амбуланте, а Дом здравља је попримио особине лоликлиничке установе. У Републици Српској је 1993. донесен Закон о здравственој заштити, којим је темељно промијењен дотадашњи систем здравствене заштите. Стратегија развоја здравствене заштите Републици Српској донесена је 1996, а Стратешки план за реализацију стратешких циљева 1997. године. Дошло је до преусмјеравања здравственог система ка унапређењу здравља и превентиви, затим развоју примарне здравствене заштите са увођењем модела породичне медицине. У Дому здравља у Бањој Луци 2010. било је 237 љекара, од којих 130 специјалиста породичне медицине. у оквиру ове установе отворен је Едукациони центар за специјализацију љекара породичне медицине и за додатно оспособљавање љекара и медицинских сестара за потребе домова здравља у Републици Српској.
Од 1946. до 1974. године "Дом здравља" је био, без статуса правног лица, организациона јединица у саставу тадашњег Медицинског центра Бања Лука, у чијем саставу су постојали и Општа болница и Хигијенски завод као претече данашњег Института за јавно здравство Републике Српске.
Након доношења Закона о удруженом раду и других подзаконских аката 1983. године, настала је самоуправна трансформација, током које је конституисана и регистрована РО "Клинички-медицински центар" Бања Лука, са више ООУР-а, међу којима је био и ООУР "Дом здравља" Бања Лука, са статусом правног лица. Оваква организација је постојала све до 25. маја 1994. године, када је конституисана и регистрована Јавна здравствена установа "Дом здравља" у Бањој Луци, под којим називом и данас послује и постоји.
Као здравствена установа у државној својини, од посебног друштвеног интереса, за подручје Града Бања Лука, са статусом референтне здравствене установе, Јавна здравствена установа "Дом здравља" у Бања Луци  основана је под овим називом  25. маја 1994. године, издвајањем  из састава Радне организације "Клиничко-медицински центар" Бања Лука, а на основу Одлуке Скупштине Града Бања Лука о оснивању "Дома здравља" у Бања Луци од 25. маја 1994. године.

## Организација
Уз значајно смањење ослањања на болнице, специјалисте и технологију, ау циљу што веће доступности услуга становништву Града Бања Лука установа је организова на 13 градских, 9 приградска и 13 сеоских локалитета.

### Мединске службе и центри
Служба породичне медицине
Служба хитне медицинске помоћи са едукативним центром
Хигијенско-епидемиолошка служба
Службе специјалистичко-консултантативних амбуланти са дијагностиком
Центар за физикалну рехабилитацију у заједници
Служба за стоматолошку здравствену заштиту
Центар за заштиту ментално здравље
Апотека

### Немедицинске службе
| Немедицинске службе                          | Одељења и одсеци |
| -------------------------------------------- | --- |
| Одељење за правне, кадровске и опште послове | - Одељење за правне и кадровске послове - Одељење за опште послове, безбедност и заштиту од пожара - Одељење за економске и финансијске послове |
| Одељење за економско-финансијске послове     | - Одељење за продају - Одељење за набавке - Одељење за финансије - Одељење за рачуноводство - Одељење за информатику                            |
| Одељење за техничко одржавање и транспорт    | - Одсек за техничко одржавање - Одсек за транспорт                                                                                              |

## Кадровска структура
Укупан број запослених у Дому здравља  на дан 31.12.2015. године била је 872 радника. Од тог броја, 802 радника је било у радном односу на неодређено време, а 70 радника на одређено време. Од укупног броја запослених радника, 688 је распоређено у медицинском а 184 у немедицинским сектору.